# Tom Stoddart
Pour les articles homonymes, voir Stoddart.
Tom Stoddart est un photographe et photojournaliste indépendant britannique né le 28 novembre 1953 à Morpeth au Royaume-Uni et mort le 17 novembre 2021.
Membre d’honneur de la Royal Photographic Society, il remporte à six reprises un prix au World Press Photo.

## Biographie
Tom Stoddart naît le 28 novembre 1953 à Morpeth dans le Northumberland,. Il est le fils de Thomas Stoddart, ouvrier agricole, et de Kathleen Turnbull).
Il a commencé sa carrière comme apprenti photographe pour The Berwick Advertiser, puis a déménagé à Fleet Street en 1978 et devient photographe indépendant.
Au cours des années 1980, Tom Stoddart a travaillé en tant que photographe indépendant pour The Times et The Sunday Times, notamment en compagnie de la journaliste Marie Colvin.
Tout au long de sa carrière, il couvre l’actualité internationale : chute du mur de Berlin, attaque du 11 septembre à New-York, siège de Sarajevo, conflit israélo-palestinien, etc. Il travaille aussi pour des organisations non gouvernementales comme Médecins sans frontières, Christian Aid et Sightsavers.
Il a été grièvement blessé en 1992 lors du siège du parlement bosniaque à Sarajevo au cours de la guerre de Bosnie-Herzégovine, mais il y retourne dès 1993 « pour documenter sur le sort de ses citoyens restants dans leurs efforts quotidiens pour survivre à la destruction, au deuil et à la peur ». Ce travail fait l’objet d'un livre, «Sarajevo », publié en 1998.
Ses reportages ont été distribués par Katz Pictures puis par Getty Images.
Tom Stoddart meurt le 17 novembre 2021 des suites d’un cancer à l’âge de 67 ans,.

## Publications
Liste non exhaustive
- Sarajevo photographs by Tom Stoddart, Washington, D.C.: Smithsonian Institution Press, 60 p., 1998  (ISBN 9781560987963)
- iWitness, textes de Bob Geldof et Jean-Francois Leroy, Londres, Trolley Books, 356 p., 2004 (ISBN 978-1904563297)
- Rétrospective Tom Stoddart, coll. Visa pour l’image « 20 Ans », Perpignan, Cdp Editions, 2008,  (ISBN 235130019X)
- Extraordinary Women: Images of Courage, Endurance and Defiance, préf. Angelina Jolie, ACC Art Book, 272 p., 2020  (ISBN 978-1788840989)[5]

## Expositions
Liste non exhaustive
- 1997 : Sarajevo, une ville et ses habitants assiégés, Royal Festival Hall, Londres[3]
- 2012 : Perspective, avec le Comité international de la Croix-Rouge, London’s South Bank[6]
- 2020 : Extraordinary Women: Images of Courage, Endurance and Defiance, Side Gallery, Newcastle[5]
- 2020 : Extraordinary Women - Tom Stoddart, Visa pour l’image, Grande halle de La Villette[5],[7]

## Prix et récompenses
Liste non exhaustive
- 1993 : World Press Photo Contest, « Daily Life, Singles », 3e prix[8]
- 1993 : World Press Photo Contest, « Daily Life, Stories », mention honorable[9]
- 1994 : World Press Photo Contest, « Sports, Singles », 2e prix[10]
- 1994 : Visa d’Or magazine au festival Visa pour l’image[6]
- 1995 : Visa d’Or magazine au festival Visa pour l’image[6]
- 1995 : World Press Photo Contest, « General News, Stories », 1er prix[11]
- 1998 : World Press Photo Contest, « Portraits, Stories », 3e prix[12]
- 1998 : Nikon Press Photo Awards[6]
- 1999 : World Press Photo Contest, « General News, Stories », 2e prix[13]
- 2001 : Pictures Of Yhe Year International[6]
- 2003 : Pictures Of Yhe Year International Understanding Award[14]
- 2003 : Larry Burrows Award for exceptional War Photography[3]
- 2006 : Membre d’honneur de la Royal Photographic Society, Londres[15],[16]

### Vidéogramme
- (en) Tom Stoddart | Witness, film de Neale James, 2015, 16 min.

### Portfolio
- (en) « Berlin Wall to Blair’s battlebus – Tom Stoddart’s career in pictures », The Guardian, 18 novembre 2021.